# Bubas bison
Bubas bison là một loài bọ cánh cứng trong họ Bọ hung (Scarabaeidae).